# اچ‌دی‌ام‌اس آگدلک (وای۳۸۶)
اچ‌دی‌ام‌اس آگدلک (وای۳۸۶) (به انگلیسی: HDMS Agdlek (Y386)) یک کشتی بود. این کشتی در سال ۱۹۷۳ ساخته شد.